# Xatrac de Damara
El xatrac de Damara
(Sternula balaenarum) és una espècie d'ocell de la família dels làrids (Laridae) que habita la costa atlàntica africana des de Libèria cap al sud fins a Namíbia i les illes del golf de Guinea.